# Supercopa de Italia 1991
La Supercopa de Italia 1991 fue la 4ª edición de la Supercopa de Italia, que enfrentó al ganador de la Serie A 1990-91 la U.C. Sampdoria y de la Copa Italia 1990-91 la AS Roma. El partido se disputó el 24 de agosto de 1991 en el Estadio Luigi Ferraris en Genova.
La Sampdoria ganó el partido 1-0, y la copa por su primera vez.

## Equipos participantes
| Sampdoria |  |  |  | Campeón de la Serie A 1990-91     |
| AS Roma   |  |  |  | Campeón de la Copa Italia 1990-91 |

## Ficha del Partido[1]
| 1          | POR        | Gianluca Pagliuca |     |
| 2          | DEF        | Moreno Mannini    |     |
| 3          | DEF        | Marco Lanna       |     |
| 5          | DEF        | Pietro Vierchowod |     |
| 6          | DEF        | Srečko Katanec    |     |
| 4          | MED        | Fausto Pari       |     |
| 7          | MED        | Attilio Lombardo  | 76' |
| 8          | MED        | Toninho Cerezo    | 61' |
| 11         | MED        | Paulo Silas       |     |
| 10         | DEL        | Roberto Mancini   |     |
| 9          | DEL        | Gianluca Vialli   |     |
| Entrenador | Entrenador | Vujadin Boškov    |     |

| 1          | POR        | Giovanni Cervone  |     |
| 2          | DEF        | Luigi Garzya      |     |
| 4          | DEF        | Walter Bonacina   |     |
| 5          | DEF        | Sebastiano Nela   |     |
| 6          | DEF        | Aldair            |     |
| 3          | MED        | Amedeo Carboni    |     |
| 7          | MED        | Thomas Häßler     | 57' |
| 8          | MED        | Fabrizio Di Mauro |     |
| 10         | MED        | Giuseppe Giannini |     |
| 9          | DEL        | Rudolf Völler     | 23' |
| 11         | DEL        | Roberto Muzzi     |     |
| Entrenador | Entrenador | Ottavio Bianchi   |     |

| 14 | MED | Giovanni Invernizzi | 61' |
| 16 | MED | Renato Buso         | 76' |

| 13 | DEF | Marco De Marchi | 23' |
| 15 | MED | Fausto Salsano  | 76' |

| Anotado | 75' | Roberto Mancini | 1–0 |

|  |  |

| Árbitro             | Tullio Lanese |
| Árbitros asistentes |               |
|                     |               |
| Cuarto Árbitro      |               |

| 1          | POR        | Gianluca Pagliuca |     |
| 2          | DEF        | Moreno Mannini    |     |
| 3          | DEF        | Marco Lanna       |     |
| 5          | DEF        | Pietro Vierchowod |     |
| 6          | DEF        | Srečko Katanec    |     |
| 4          | MED        | Fausto Pari       |     |
| 7          | MED        | Attilio Lombardo  | 76' |
| 8          | MED        | Toninho Cerezo    | 61' |
| 11         | MED        | Paulo Silas       |     |
| 10         | DEL        | Roberto Mancini   |     |
| 9          | DEL        | Gianluca Vialli   |     |
| Entrenador | Entrenador | Vujadin Boškov    |     |

| 1          | POR        | Giovanni Cervone  |     |
| 2          | DEF        | Luigi Garzya      |     |
| 4          | DEF        | Walter Bonacina   |     |
| 5          | DEF        | Sebastiano Nela   |     |
| 6          | DEF        | Aldair            |     |
| 3          | MED        | Amedeo Carboni    |     |
| 7          | MED        | Thomas Häßler     | 57' |
| 8          | MED        | Fabrizio Di Mauro |     |
| 10         | MED        | Giuseppe Giannini |     |
| 9          | DEL        | Rudolf Völler     | 23' |
| 11         | DEL        | Roberto Muzzi     |     |
| Entrenador | Entrenador | Ottavio Bianchi   |     |

| 14 | MED | Giovanni Invernizzi | 61' |
| 16 | MED | Renato Buso         | 76' |

| 13 | DEF | Marco De Marchi | 23' |
| 15 | MED | Fausto Salsano  | 76' |

| Anotado | 75' | Roberto Mancini | 1–0 |

|  |  |

| Árbitro             | Tullio Lanese |
| Árbitros asistentes |               |
|                     |               |
| Cuarto Árbitro      |               |

| Supercopa de Italia         |
|                             |
| Campeón Sampdoria 1º título |